# 하민 (배우)
하민(1969년 9월 20일 ~ )은 대한민국의 배우다.

## 학력
- 존 에프 케네디 하이스쿨
- 서던캘리포니아 대학교 비즈니스(기업가정신) 전공

## 출연작

### 드라마
- 《노무사 노무진》 (2025년, MBC) - 운삼의 아내 역 ep.10
- 《ONE : 하이스쿨 히어로즈》 (2025년, Wavve) - 김의겸 이모 역 ep.3
- 《금주를 부탁해》 (2025년, tvN) - 김광옥 친구 역 ep.6
- 《바니와 오빠들》 (2025년, MBC) - 아르테재단 직원 역 ep.10
- 《선의의 경쟁》 (2025년, U+모바일tv) - 원장 역
- 《낮과 밤이 다른 그녀》 (2024년, JTBC) - 취업면접관 역 ep.1
- 《밤에 피는 꽃》 (2024년, MBC) - 인사부 장관 부인 역
- 《소용없어 거짓말》 (2023년, tvN) - 국회의원 역
- 《가면의 여왕》 (2023년, 채널A) - 강회장 부인 역 ep.13 / 15
- 《스틸러 : 일곱개의 조선통보》 (2023년, tvN) - 비비안 역 ep.5 / 8
- 《트롤리》 (2022년, tvN) - 의원 역
- 《3인칭 복수》 (2022년, 디즈니+) - 황수나 역
- 《슈룹》 (2022년, tvN) - 좌의원 딸 ep.12
- 《조선 정신과 의사 유세풍》 (2022년, tvN) - 김광태의 모 역 ep.7
- 《아다마스》 (2022년, tvN) - 이동림 모 역
- 《소년심판》 (2022년, 넷플릭스) - 대전지방법원 판사 역 ep.5
- 《더 로드 : 1의 비극》 (2021년, tvN) - 양성자 역
- 《간 떨어지는 동거》 (2021년, tvN) - 계선우 모 역 ep.14
- 《라켓소년단》 (2021년, SBS) - 위원회 여성 ep.7
- 《펜트하우스 3》 (2021년, SBS) - 강옥교 역
- 《펜트하우스 2》 (2021년, SBS) - 강옥교 역
- 《철인왕후》 (2020년, tvN) - 박씨 의녀 역
- 《낮과 밤》 (2020년, tvN) - 최용석의 아내 역 ep.2
- 《펜트하우스》 (2020년, SBS) - 강옥교 역
- 《나를 사랑한 스파이》 (2020년, MBC) - 샤오 리 역 ep.16
- 《사생활》 (2020년, JTBC) - 국회의원 남형경 역
- 《경우의 수》 (2020년, JTBC) - 한진주 모 역 ep.5 / 15
- 《비밀의 남자》 (2020년, KBS2) - 청담여사 역
- 《악의 꽃》 (2020년, tvN) - 학원 상담사 역 ep.7 / 10 / 13
- 《바람과 구름과 비》 (2020년, TV조선) -
- 《엄마가 바람났다》 (2020년, SBS) - 교장선생님 역
- 《킹덤 2》 (2020년, 넷플릭스) - 중궁전 상궁 역
- 《메모리스트》 (2020년, tvN) - 연변 여두목 역 ep.10
- 《아무도 모른다》 (2020년, SBS) - 재민 모 역 ep.1
- 《하이에나》 (2020년, SBS) - 비서 이현정 ep.1
- 《맛 좀 보실래요?》 (2019년, SBS) - 대구 모 (최창숙) 역
- 《닥터탐정》 (2019년, SBS) -
- 《킹덤》 (2019년, 넷플릭스) - 중궁전 상궁 역
- 《왜그래 풍상씨》 (2019년, KBS2) - 박세연 역
- 《운명과 분노》 (2018년, SBS) - 이은숙 역
- 《나쁜형사》 (2018년, MBC) - 구영미 역
- 《몽달》 (2018년, HBO 아시아) - 서우 엄마 역
- 《작은 신의 아이들》 (2018년, OCN) - 펜션주인 역
- 《크로스》 (2018년, tvN) - 선림병원 소아과 과장 역
- 《인형의 집》 (2018년, KBS2) - 동대문 여사장 역 ep.6
- 《마더》 (2018년, tvN) - 판사 역
- 《연남동 539》 (2018년, MBN) - 박순자 역
- 《부암동 복수자들》 (2017년, tvN) -
- 《TV소설 꽃 피어라 달순아》 (2017년, KBS2) - 장마담 역 ep.5
- 《밥상차리는 남자》 (2017년, MBC) -
- 《황금빛 내 인생》 (2017년, KBS2) - 양선생님 역
- 《왕은 사랑한다》 (2017년, MBC) - 안산댁 역
- 《품위있는 그녀》 (2017년, JTBC) - 재벌가 아내 역 ep.3
- 《TV소설 그여자의 바다》 (2017년, KBS2) -
- 《비밀의 숲》 (2017년, tvN) - 김가영 선생님 역 ep.5
- 《세가지색 판타지 - 반지의 여왕》 (2017년, MBC) -
- 《초인가족 2017》 (2017년, SBS) -
- 《훈장 오순남》 (2017년, MBC) -
- 《쓸쓸하고 찬란하神 - 도깨비》  (2017년, tvN) - 과거 상궁 역
- 《불어라 미풍아》 (2016년, MBC) - 지센 지점장 역
- 《언제나 봄날》 (2016년, SBS) -
- 《우리 갑순이》 (2016년, SBS) -
- 《화려한 유혹》 (2016년, MBC) -
- 《리멤버 - 아들의 전쟁》 (2015년, SBS) -

### 영화
- 《소년들》 (2023년) - 미용실 손님 역
- 《여고괴담 여섯번째 이야기: 모교》 (2021년) -  김정연 교수 역
- 《내가 죽던 날》 (2020년) -  새 집주인 아줌마 역
- 《상팔자》 (2019년) - 언니 역
- 《기방도령》 (2019년) - 유상모 역
- 《우상》 (2019년) - 공항 의원 2 역
- 《뺑반》 (2019년) - 징계위원2 역
- 《국가부도의 날》 (2018년) - 모피 아줌마 역
- 《미쓰백》 (2018년) - 약사  역
- 《엄마의 공책》 (2018년) - 그룹홈 원장 역
- 《채비》 (2017년) - 권 집사 역
- 《희생부활자》 (2017년) - 피고가족 1 역
- 《원라인》 (2017년) - 마담 역
- 《밀정》 (2016년) - 1등칸여승객 역
- 《캐릭터》 (2012년) - 혜진/엄마 역